# Лейлавкі-Великі
Лейлавкі-Великі (пол. Lejławki Wielkie, нім. Groß Grünheide) — село в Польщі, у гміні Орнета Лідзбарського повіту Вармінсько-Мазурського воєводства.
У 1975-1998 роках село належало до Ельблонзького воєводства.